# 海外コミュニケーションズ
株式会社海外コミュニケーションズ（かいがいコミュニケーションズ）は、2017年7月に設立された登録電気通信事業者（登録第375号）で、Iridium Extreme PTTの回線サービス提供を主な事業としている会社。

## Iridium PTT
Iridium PTTサービスは、イリジウム衛星通信網を利用した同報性と即時性に優れた衛星トランシーバー通信サービスであり、トランシーバーの中継局として低軌道周回衛星であるイリジウム通信衛星を利用しているため、遅延が少なく、かつ、低電力で通信出来ることを特徴としている。